# 美妙寵物 光之美少女電影： 心跳加速♡遊戲世界大冒險！
《美妙寵物 光之美少女電影： 心跳加速♡遊戲世界大冒險！》（台灣又譯作「美妙寵物光之美少女電影版！心跳加速♡遊戲世界大冒險！」）是由東映動畫製作，於2024年9月13日上映的日本動畫電影。
宣傳標語為「♪」、「把我最愛大家的思念，傳達出去吧…！」，以及香港原創的「動物心友會」。

## 概要
- 本作為光之美少女系列第33部電影作品，為《美妙寵物 光之美少女》的獨立電影，包含了前作《開闊天空！光之美少女》以及第13部《魔法使光之美少女！》的主角[6][7][8]。
- 特報於2024年3月17日被光之美少女官方公開[5][9]，並隨後在6月25日公開作品概要、標題、官方網站、宣傳圖[6][7][8]。
- 本作導演為宮原直樹，曾作為《THE FIRST SLAM DUNK》和《光之美少女 All Stars F》的演出以及《POP IN Q》的導演，而本作編劇為加藤陽一，曾作為《星夢學園》和《妖怪手錶》的編劇，角色設計則由曾擔任過《星夢學園Planet！》的宮谷里沙擔任[8]。
- 本作是繼《電影 光之美少女 Max Heart》和《光之美少女 All Stars F》後，第三部在台灣戲院上映的光之美少女電影版[3]；本作僅於台灣院線上映中文配音版，未另外提供日文原音版。
- 本作為繼《光之美少女 All Stars F》後，第二部在港澳戲院上映的光之美少女電影版[2]；本作僅於港澳院線上映日文原音版，未另外提供粵語配音版[2]。
- 本作聲演砰太的後藤淳平和砰喀太的福德秀介也是日本搞笑藝人兩人組合成員[10]。
- 本作聲演夏樹的花澤香菜在九年前亦曾聲演過劇場版《Go！Princess 光之美少女 Go！Go！！豪華三部曲！！！》「南瓜王國的寶物」部分中南瓜王國的潘普露露公主[11]。

## 故事簡介
麥、彩葉、雪以及真結被困在由夏樹所研發的電子遊戲《心跳加速♡狸貓王國》的世界中，光之美少女們需要聯合幫助並找到彼此以便離開這款遊戲。

## 登場人物
除了下方所列出的主要角色外，彩葉的父母（剛和陽子）以及真結的母親（董）也出現於本作中。
| 角色 | 配音員                  | 配音員                  | 備註                    |
| 角色 | 日本                    | 臺灣                    | 備註                    |
| 《美妙寵物 光之美少女》 | 《美妙寵物 光之美少女》 | 《美妙寵物 光之美少女》 | 《美妙寵物 光之美少女》 |
| --- | ----------------------- | ----------------------- | ----------------------- |
| 犬飼麥／美好天使 | 長繩麻理亞              | 林沛笭                  |                         |
| 《美妙寵物 光之美少女》主角，也是本作主角。犬飼家所飼養的蝴蝶犬，為了保護彩葉而化身為人變成美好天使。於本作中，為了救被綁架到遊戲世界的彩葉而與雪一起進行遊戲對決。 |                         |                         |                         |
| 犬飼彩葉／友愛天使 | 種崎敦美                | 陳貞伃                  |                         |
| 《美妙寵物 光之美少女》主要人物之一。麥的飼主、擅長運動的中學二年級少女，由於想幫助成為美好天使的麥而變成友愛天使。於本作中以狗形態麥的形象登入遊戲，隨後與真結一起被困在遊戲當中。 |                         |                         |                         |
| 貓屋敷雪／喵喵天使 | 松田颯水                | 連婉鈞                  |                         |
| 《美妙寵物 光之美少女》主要人物之一。真結飼養的白貓，比任何人都還要關心真結。為了保護真結而在麥、彩葉、真結、悟面前暴露身份，變成喵喵天使。於本作中，為了救被綁架到遊戲世界的真結而與麥一起進行遊戲對決。 |                         |                         |                         |
| 貓屋敷真結／莉莉安天使 | 上田麗奈                | 穆宣名                  |                         |
| 《美妙寵物 光之美少女》主要人物之一。剛搬來動物小鎮的少女，寵愛飼養的貓雪，與雪無話不談。曾為了保護雪，並想與她共同戰鬥，而變身為莉莉安天使。於本作中，以貓形態雪的形象登入遊戲，隨後與一起彩葉被困在遊戲當中。 |                         |                         |                         |
| 兔山悟 | 寺島拓篤                | 楊士賢                  |                         |
| 以兔子形態大福的形象登入遊戲，與光之美少女們以及大福不一樣，他並沒有被拉進遊戲世界，而是在現實世界試圖提供幫助讓他們順利離開遊戲。有劇場版限定變身。 |                         |                         |                         |
| 大福／兔山大福 | 中村悠一                | 喬資淯                  | [ 14 ]                  |
| 透過遊戲完成任務實現願望，並於劇場版限定變身。 |                         |                         |                         |
| 咩咩 | 立花慎之介              | 喬資淯                  |                         |
| | 植田佳奈                | 連婉鈞                  |                         |
| 《開闊天空！光之美少女》 |                         |                         |                         |
| 天晴·娃塔兒／晴空天使 | 關根明良                | 楊詩穎                  |                         |
| 《開闊天空！光之美少女》主角，憧憬成為英雄且運動神經超群的14歲少女，為了保護艾兒而變成晴空天使。於本作中作為「客串角色」登場。 |                         |                         |                         |
| 虹之丘真白／稜鏡天使 | 加隈亞衣                | 謝寧                    |                         |
| 《開闊天空！光之美少女》主要人物之一。性格溫柔體貼，就讀於私立天窗學園2年2班的14歲中學二年級少女。於本作中作為「客串角色」登場。 |                         |                         |                         |
| 夕陽翼／羽翼天使 | 村瀨步                  | 錢欣                    |                         |
| 聖蝶／蝴蝶天使 | 七瀨彩夏                | 謝寧                    |                         |
| 《開闊天空！光之美少女》主要人物之一。以普尼鳥精靈形態翼的形象登入遊戲。 |                         |                         |                         |
| 艾兒／艾兒公主／公主天使 | 古賀葵                  | 李珮嘉                  |                         |
| 《魔法使光之美少女！》 |                         |                         |                         |
| 朝日奈未來／奇蹟天使 | 高橋李依                | 謝寧                    |                         |
| 《魔法使光之美少女！》主角，以莫芙倫的形象登入遊戲。 |                         |                         |                         |
| 十六夜理子／魔法天使 | 堀江由衣                | 楊詩穎                  |                         |
| 花海言葉／幸福天使 | 早見沙織                | 李珮嘉                  |                         |
| 莫芙倫 | 齋藤彩夏                | 李珮嘉                  |                         |
| 本作角色 |                         |                         |                         |
| （） | 花澤香菜                | 錢欣                    | [ 15 ]                  |
| - 創造了《心跳加速♡狸貓王國》的神祕少女，也是造成貉子失控的幕後黑手。聰明，擁有出色的程式設計能力。 - 7月15日生日，喜歡藍綠色、冰淇淋、美食探索，狸貓。最近在學習程式設計，害怕昆蟲。希望大家能在遊戲中玩得開心。 |                         |                         |                         |
| 貉子（） | 三宅健太                | 喬資淯                  | [ 15 ]                  |
| - 本作最終反派，也是遊戲世界裏的頭目，3月22日生日。語尾習慣加上「～狸」（）。 - 討厭旁門左道的戰鬥手段，當牠看見莫芙倫以魔法擊破所有氣球時顯得非常不滿，卻被大福反駁以大量的小貉對戰光之美少女是卑鄙的戰鬥手段。 - 喜歡綠色、蕎麵、和強的玩家對決。領導能力強、熱血、力量強大，認為自己是無敵的。一直在尋找夏樹。 - 最終超獸化一隻白色的四足獸，完全失去自我，最後被「光之美少女 溫柔羈絆雨露」淨化，消失前夏樹向貉子（小狸）表達了她的心意。 |                         |                         |                         |
| 砰太（） | 後藤淳平                | 楊士賢                  | [ 10 ]                  |
| 砰喀太（） | 福德秀介                | 喬資淯                  | [ 10 ]                  |
| 遊戲世界裏的貉兩兄弟，3月22日生日。喜歡綠色、烏龍麵、流汗運動、搞笑，不喜歡和強大的人較量。倆人的關係很親密，對貉子很忠心。砰太自稱為「己等」（），語尾習慣加上「～狸狸」（）或「～砰」（），砰喀太自稱為「僕」（），語尾習慣加上「～狸狸」（）或「～砰喀」（）。 |                         |                         |                         |

## 製作人員
- 原作：東堂泉
- 導演：宮原直樹[7]
- 編劇：加藤陽一[7]
- 演出：村上貴之[7]
- 音樂：深澤恵梨香[7]
- 角色設計：宮谷里沙[7]
- 美術監督：谷岡善王[7]
- 色彩設計：横山佐代子[7]
- 攝影監督：大島由貴、佐佐木果南[7]
- CG導演：中澤大樹[7]
- 音響監督：菅原三穗[7]
- 動畫製作：東映動畫
- 製作委員會：2024 Wonderful Precure! the Movie Production Committee[1]／2024 Wonderful Precure! The Movie! Production Committee[2]（東映動畫、東映、ABC動畫、Bandai、ADK、Marvelous）
- 發行：東映

## 主題曲
片頭曲美妙寵物 光之美少女 evolution!!
作詞：兒玉沙織，作曲、編曲：EFFY，主唱：吉武千颯
片尾曲Happy≒Future
作詞：青木久美子，作曲、編曲：，主唱：吉武千颯、後本萌葉
插入曲
FUN☆FUN☆Wonderful DAYS！
作詞：杉山昭彥，作曲：Hige Driver，編曲：石塚玲依，主唱：石井亞美、後本萌葉

作詞：杉山昭彥，作曲、編曲：石塚玲依，主唱：石井亞美、後本萌葉

作詞：兒玉沙織，作曲、編曲：，主唱：石井亞美、北川理恵

## 作中用語
《心跳加速♡狸貓王國》
本作主要舞臺。作中的大流行人氣作品，由幾個小遊戲組成，製作者為奈月。雖然是掌上遊戲機，但可以使用電腦遊玩，也支援線上通信。
玩家可透過自定義角色而設計各種動物造型。獾貉的陰謀下，牠成功地把彩葉和真結被綁進遊戲中，而為了拯救她們，麥、雪、大福也進入了遊戲。
遊戲世界裡的東西均以CG描繪，在遊戲世界的動物角色均以雙足行走。在遊戲世界裡，彩葉和真結維持著其「光之美少女」的形態，而麥和雪則試情況，從「動物形態」和「光之美少女形態」之間切換。

## 備註
1. 在香港新映影片電影字幕使用的是「妮可」，而ViuTV的第29集標題則使用「尼可」。
2. 儘管香港電影宣傳時寫的是「夏樹」，但電影正片中的翻譯卻是寫「奈月」。
3. ↑  貉子頭上的氣球除外。

## 外部連結
- 電影動畫《美妙寵物 光之美少女電影： 心跳加速♡遊戲世界大冒險！》官方網站 （日語）
- 電影動畫《美妙寵物 光之美少女電影： 心跳加速♡遊戲世界大冒險！》官方的X（前Twitter） （日語）
- 美妙寵物 光之美少女電影： 心跳加速♡遊戲世界大冒險！在動畫新聞網百科全書中的資料（英文）